# 그랑프리 (1966년 영화)
그랑프리(Grand Prix)는 1966년에 개봉한 미국의 액션 영화이다. 존 프랭컨하이머가 감독하고, 음악은 모리스 자르가 담당하였다. 출연진은 제임스 가너, 에바 마리 세인트, 이브 몽탕, 브라이언 베드포드, 제시카 월터, 안토니오 사바토 시니어 등 여러 나라의 배우들이 출연하였다. 미후네 토시로는 혼다 소이치로에 영감을 얻어 경주 팀의 주인으로서 보조 역할을 맡았다.
화면은 라이오넬 린던이 수퍼 파나비전 70으로 촬영했고, 70mm 시네라마로 개봉하였다. 독특한 경주 시네마토그래피는 영화를 돋보이게 하는 요소 중 하나였다. 또한, 이 영화에는 실제의 경주 장면과 필 힐, 그라함 힐, 후안 마누엘 판히오, 짐 클라크, 요헨 린트, 잭 브라밤 등의 포뮬러 원 세계 챔피언들의 카메오 출연이 포함되었다.
《그랑프리》는 1966년의 10대 흥행작 중 하나이며, 제39회 아카데미상에서 음향편집상, 편집상, 음향효과상 등 3개 부문을 수상하였다.

## 출연

### 주연
- 제임스 가너
- 에바 마리 세인트

### 조연
- 이브 몽땅
- 미후네 도시로
- 브라이언 베드포드
- 제시카 월터
- 안토니오 사바토

## 기타
- 미술: 리처드 실버트

## 우리말 녹음
KBS 성우진
- 이완호 - 피터 (제임스 가너)
- 최응찬 - 샤티 (이브 몽땅)
- 김순환 - 루이지 (에바 마리 세인트)
- 주희 - 팻 (제시카 월터)
- 양지운 - 스코트 (브라이언 베드포드)
- 김정경
- 온영삼
- 김도현
- 최옥희
- 김새영
- 김용백
- 김환진
- 유명숙

## 같이 보기
- 르망 (영화)
- 러시: 더 라이벌